# Покров Богородичен (Казашко)
„Покров Богородичен“ (на руски: Церковь Покрова Пресвятой Богородицы) е руска старообредна православна църква във варненското село Казашко, част от Руската древноправославна църква (РДЦ).

## История
„Покров Богородичен“ е старообредна липованска руска черква, построена в 1933 година. Селото е заселено от донски казаци, дошли в България след потушаването на въстанието на Кондратий Булавин в началото на XVIII век. Традиционно казаците в селото са безпоповци. В 2003 година голяма част от представителите на безпоповското съгласие признават Новозибковската митрополия в Русия, по-късно Руска древноправославна църква.
На 14 октомври 2007 година главата на Руската древноправославна църква патриарх Александър Московски и Руски освещава храма. На церемонията гости са кметът на Варна Кирил Йорданов и генералният консул на Руската федерация във Варна Анатолий Щелкунов. Храмът е възстановен с финансова подкрепа от руското консулство във Варна и от частни дарители.